# Societatea Ortodoxă Națională a Femeilor Române
Societatea Ordodoxa Nationala a Femeilor Romane (SONFR)  var en organisation för kvinnors rättigheter i Rumänien, grundad 1910. 
Det var en av de tre största kvinnoorganisationerna i Rumänien under sin samtid, jämsides med Liga Drepturile si Datoriile Femeii och Liga Femeilor Române. Det var en förening för konservativa kvinnor. 